# Carl Jacob Burckhardt
Carl Jacob Burckhardt (10. září 1891 Basilej – 3. března 1974 Vinzel, Vaud, Švýcarsko) byl švýcarský esejista, diplomat a historik.
V Burckhardtově kariéře se střídala období, kdy se věnoval historickémo výzkumu a působil v akademické sféře s obdobími, kdy pracoval v diplomacii. K vrcholům diplomatické kariéry patří funkce Vysokého komisaře Svobodného města Gdaňsk (1937–39) a prezidenta Mezinárodního výboru Červeného kříže (1945–48).